# Fédération française de canoë-kayak

Logo de la fédération jusqu'en mars 2014

La Fédération française de canoë-kayak et des sports de pagaie (FFCK) est une fédération sportive chargée par délégation du ministère des sports du développement du canoë, du kayak et des sports de pagaie, en loisir et compétitions en France. Ces sports ont pour cadre trois milieux nautiques : l'eau vive, l'eau calme, la mer. 
La FFCK est membre de la Fédération Internationale de Canoë,du CNOSF. et fondatrice de l'Association
Européenne de canoë.
L'actuel président est Pascal Bonnetain. Il a été élu en décembre 2024, et succède à Jean Zoungrana, président depuis 2016, et Vincent Hohler, président depuis 2009, qui ne se représentait pas.

## Historique
La fondation de la FF de canoë-kayak, fondée fin 1931, a été enregistrée en 1932 ; depuis les années 1860 des courses de périssoires (kayak en planches de bois) figuraient au programme des régates d'aviron. Vers 1900, des clubs autonomes de canoë et kayak se créent dans plusieurs villes en France, en région parisienne et en province. Les objectifs de compétition ou tourisme sont longtemps discutés.
Avec le canotage péri-urbain de fin de semaine, la découverte des rivières motiva de nombreux citadins, entraina la publication de guides ,dès 1920 Le guide du canoëiste du Touring Club de France (TCF) et Canoë Club de France, le développement de sections cK du Touring Club de France, la coordination européenne pour les visas vers les « Croisières » du calendrier, la logistique des kayaks pliants en bagages accompagnés du train, etc.
L'une des 2 médailles gagnée par des français aux JO 1964 de Tokyo fut celle  d'argent du Canoë Biplace sur 1000m de l'équipage Jean Boudehen-Michel Chapuis : cet exploit entraîna un plan de développement du canoë-kayak basé sur des CAPS-centres d'activités, qui draina de nombreux nouveaux clubs et jeunes sportifs à partir de la fin des années 1960.
Une course des espoirs, en bateau d'initiation CAPS, était ajoutée aux championnats de France de Course en ligne.
L’État, via le Ministère ou Secrétaire d’État des Sports; forma et engagea des entraîneurs-conseillers nationaux et régionaux mis à disposition des fédérations et « ligues » régionales. En canoë-kayak , la majorité de ces formateurs étaient -sont des anciens athlètes de l'équipe de France. 

## Formations
La FFCK et ses pratiquants ont été très engagés dans la formation, développée dès la mise à disposition par l'état du 1er entraineur-directeur technique national Georges Dransart, à mi-temps au début.  
Des tests de compétence furent créés fin des années 1960, certifiés par 3 niveaux d'étoiles ,dont la 3ème était le test national de slalom sur 1 porte ; mais ces tests étaient réalisés en eau calme. S'y ajoutèrent des pagaies en or, argent et bronze, pratiqués en milieux divers.  
Enfin en mars 1997, un CKinformation spécial présenta les Pagaies Couleurs en 6 niveaux et dans les 3 milieux-eau calme , eau vive et mer ; certification nécessaire pour les compétitions et l'entrée en formation de cadre.  
Cette innovation de la FFCK est reprise par 11 fédérations européennes (en février 2024) sous la dénomination d' EuropeanPaddlePass : www.europaddlepass.eu-  
La formation des cadres a intégré les techniques de sécurité , de pédagogie et de protection de l'environnement de toutes ces disciplines , y ajoutant un volet Handikayak structuré depuis 1981- un Cahier technique Handikayak reste valide aujourd'hui.  
Un label FFCK d’École de canoë-kayak valorise les structures engagées dans l'accueil et la pédagogie.
En 1978 , une rénovation de la commission tourisme-plein air de la FFCK permit de regrouper les nombreuses pratiques en gestation en dehors des 3 disciplines de compétition historiques, de course en
ligne, slalom et descente. Ainsi en plus de la randonnée, le kayak-polo, la mer, la sécurité en haute-rivière avec des réseaux internationaux, et Handikayak purent se développer.
Attention à ne pas mélanger le canoë et le kayak, il s'agit bien de deux embarcations différentes ; de plus l'éventail des pratiques s'est ouvert aux bateaux-dragons}, au va'as, au raft, aux kayaks ouverts (sit-on-top), aux multiples flotteurs gonflables diversifiés grâce aux matériaux innovants.

## Disciplines
Les disciplines organisées au sein de la FFCK  sont regroupées par milieu :

### Eau vive
L'attrait de la découverte des sites naturels amena les citadins plutôt fortunés et instruits à explorer la richesse en parcours d'eau vive des massifs français, autant en canoë qu'en kayak pliant. Les réseaux d'information par les guides du TCF, les revues comme La Rivière, celle du TCF PleinAir, de la FSGT, les livres techniques des éditions Susse diffusèrent la pratique d'eau vive en France.
Le Comité de Touring de la FiC publia un classement des difficultés en eau vive, en 6 classes : navigation visible jusqu'en classe 3, reconnaissance nécessaire au-delà ; la classe 6 n'étant déclarée navigable qu'en de rares moments. De plus, certains compétiteurs renommés d'eau calme s'engagèrent aussi en eau vive.
Les premiers championnats du monde d'eau vive, en slalom à Genève en 1949, virent la participation du médaillé olympique de 1936, Henri Eberhardt, en F1 (kayak pliant).
La France organisa les premiers Mondiaux de Descente de rivière en 1959 sur la Vézère.
De même, les « ligneux » investirent l'eau vive, dont les olympiques Dransart, Turlier gagnèrent l'or en C 2 ; Michel Chapuis , médaillé olympique d'argent à Tokyo en 1964, devint champion du monde de descente en 1969 à Bourg-Saint-Maurice sur l'Isère en C2 avec son coéquipier Alain Feuillette, constructeur d'un canoë asymètrique.
Les films télévisés Corsica kayak, le Verdon et l'Altsek-Alaska des Carnets de l'Aventure, puis la technique de fabrication de bateaux en polyéthylène vers 1980, augmentèrent l'attrait vers l'eau vive des citadins aspirant aux activités de plein-air.
La FFCK tient à la formation des jeunes en combiné de slalom et de descente.
Les disciplines d'eau vive sont :
- Le slalom  devint olympique en 1972 , auquel s'ajoute le kayak-cross (entré aux Jeux Olympiques de Paris 2024),
- La descente de rivière  en compétition contre la montre
- Le freestyle (ou rodéo)
- Le rafting
- La haute-rivière ou rivière sportive, et les parcours d'eau vive facile

La nage en eau vive reste pratiquée en technique de sécurité et dans les parcs d'eau vive.

### Eau calme
- La course en ligne
- Le marathon
- Le paracanoë structuré par la FFCK dès 1981 (handikayak), présenté en 1982 à la FiC lors du jubilé du Cinquantenaire de la FFCK à Vichy en présence de 11 nations, et en 1983 aux 1ers Jeux Handisport Européens à Paris.

- Le kayak-polo
- Le dragon boat
- La randonnée journalière ou de longue durée ; en Europe c'est la descente annuelle du Danube qui est la plus longue en durée-3 mois- et en distance-2750 km.
- L'Open Canoë
- Le Stand Up Paddle

### Mer
- L'ocean racing (ou Merathon)
- La va'a (ou pirogue polynésienne)
- Le wave-ski
- Le kayak de mer (randonnée), libéré fin des années 1970 de la limite de 300m d'engin de plage , et fortement développé sur les immenses côtes et magnifiques sites.

## Violences sexuelles
Le kayakiste Jean-Yves Prigent est condamné en juillet 2024 à quatre ans de prison, dont un an avec bracelet électronique et trois ans avec sursis probatoire, pour deux agressions sexuelles. En novembre 2024, il est mis en examen et écroué pour des viols, agressions et harcèlement sexuel sur des mineurs.
L'ancienne kayakiste de l'équipe de France, Yannick Trégaro témoigne en janvier 2025 des viols à son encontre au sein de l'équipe de France et à l'Insep, dans les années 1980 : « Aujourd'hui, je sais que deux de mes agresseurs à l'Insep sont toujours en poste » ». Elle a porté plainte mais les faits sont prescrits. Elle demande la fin de l'omerta et un meilleur accompagnement des victimes.